# São Miguel das Missões
São Miguel das Missões – dawna katolicka redukcja misyjna prowadzona przez jezuitów. Znajduje się obecnie obok miasteczka São Miguel das Missões w północno-zachodnim regionie stanu Rio Grande do Sul, w Brazylii.
Redukcja znana jest także jako São Miguel Arcanjo oraz pod hiszpańską nazwą San Miguel.

## Historia
Misja Sao Miguel das Missões, została utworzona w 1632 roku przez portugalskich jezuitów. Barokowy kościół pochodzi spomiędzy lat 1735 a 1744. Został on uszkodzony w wyniku pożaru z 1756 roku. W następnych latach częściowo odrestaurowano budynek.
Redukcja została zlikwidowana w wyniku politycznych i wojskowych działań Hiszpanii i Portugalii, po wypędzeniu z tych państw jezuitów w 1768 roku.
São Miguel das Missões był jedną z wielu jezuickich redukcji misyjnych zbudowanych dla Indian Guarani. Celem redukcji prowadzonych przez Kościół było nawracanie Indian na chrześcijaństwo oraz ich ochrona przed niewolnictwem bądź pracą w pańszczyźnianym systemie encomienda.
W trzeciej dekadzie XX w. brazylijskie władze rozpoczęły działania mające na celu zachowanie tego miejsca.

## UNESCO
W 1984 rozszerzono wpis z roku 1983 o brazylijski São Miguel das Missões. Rok wcześniej na liście UNESCO znalazły się redukcje leżące obecnie w Argentynie: San Ignacio Mini, Santa Ana, Nuestra Señora de Loreto i Santa Maria la Mayor.
Pełna nazwa wpisu brzmi: Misje jezuickie na obszarach zamieszkanych przez Guaranów: San Ignacio Mini, Santa Ana, Nuestra Señora de Loreto i Santa Maria la Mayor (Argentyna), ruiny São Miguel das Missões (Brazylia).

## Galeria

Położenie na mapie stanu
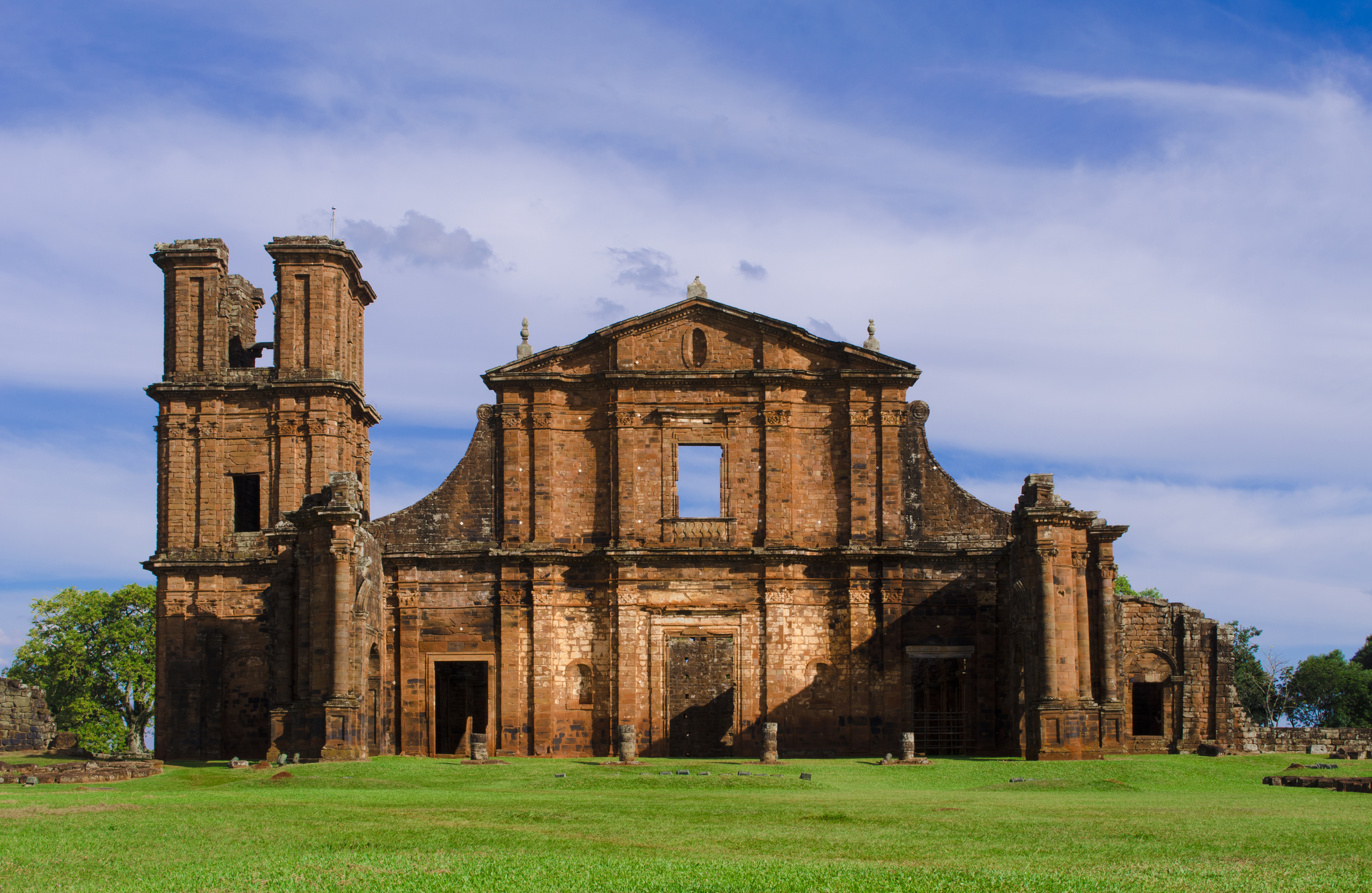
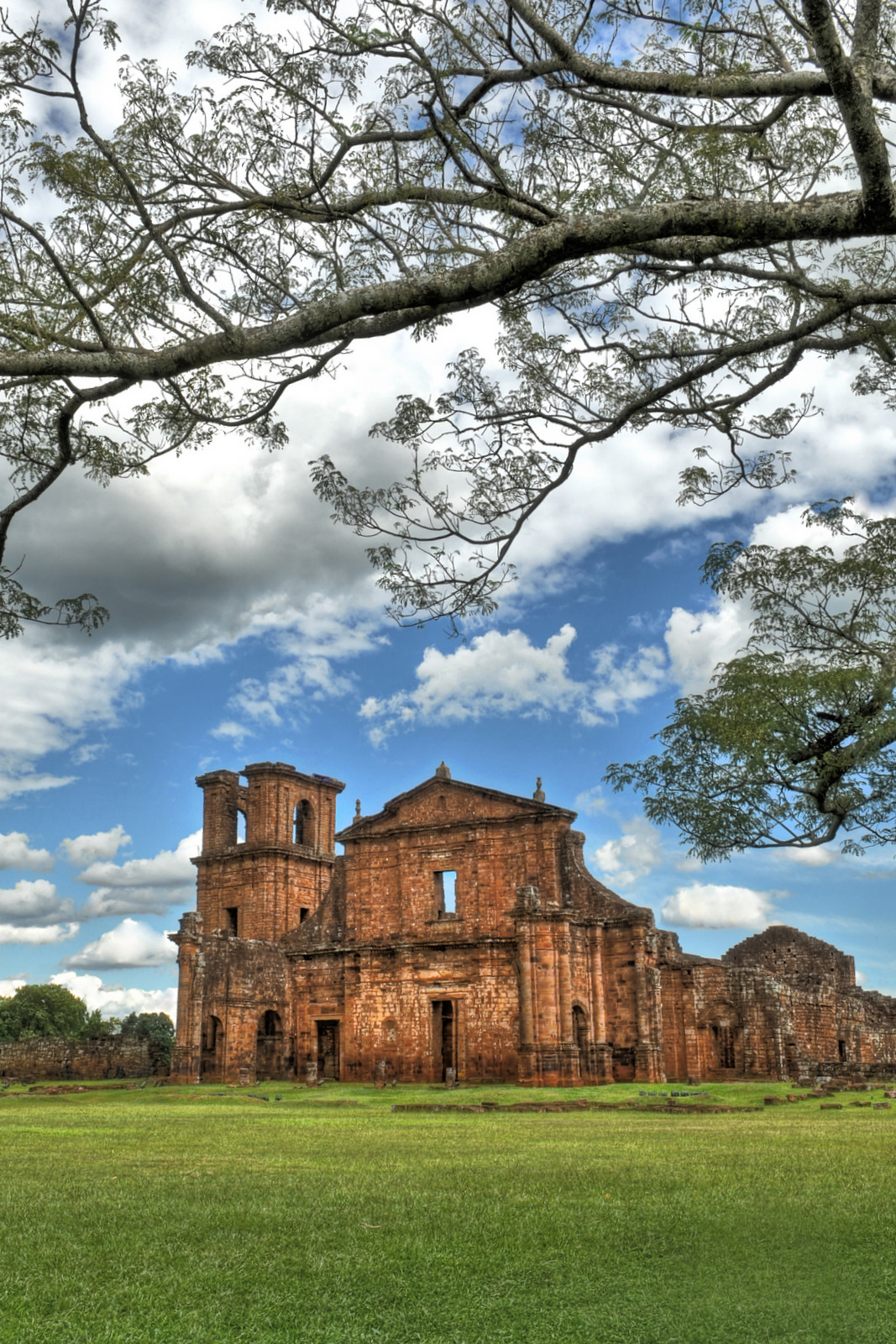
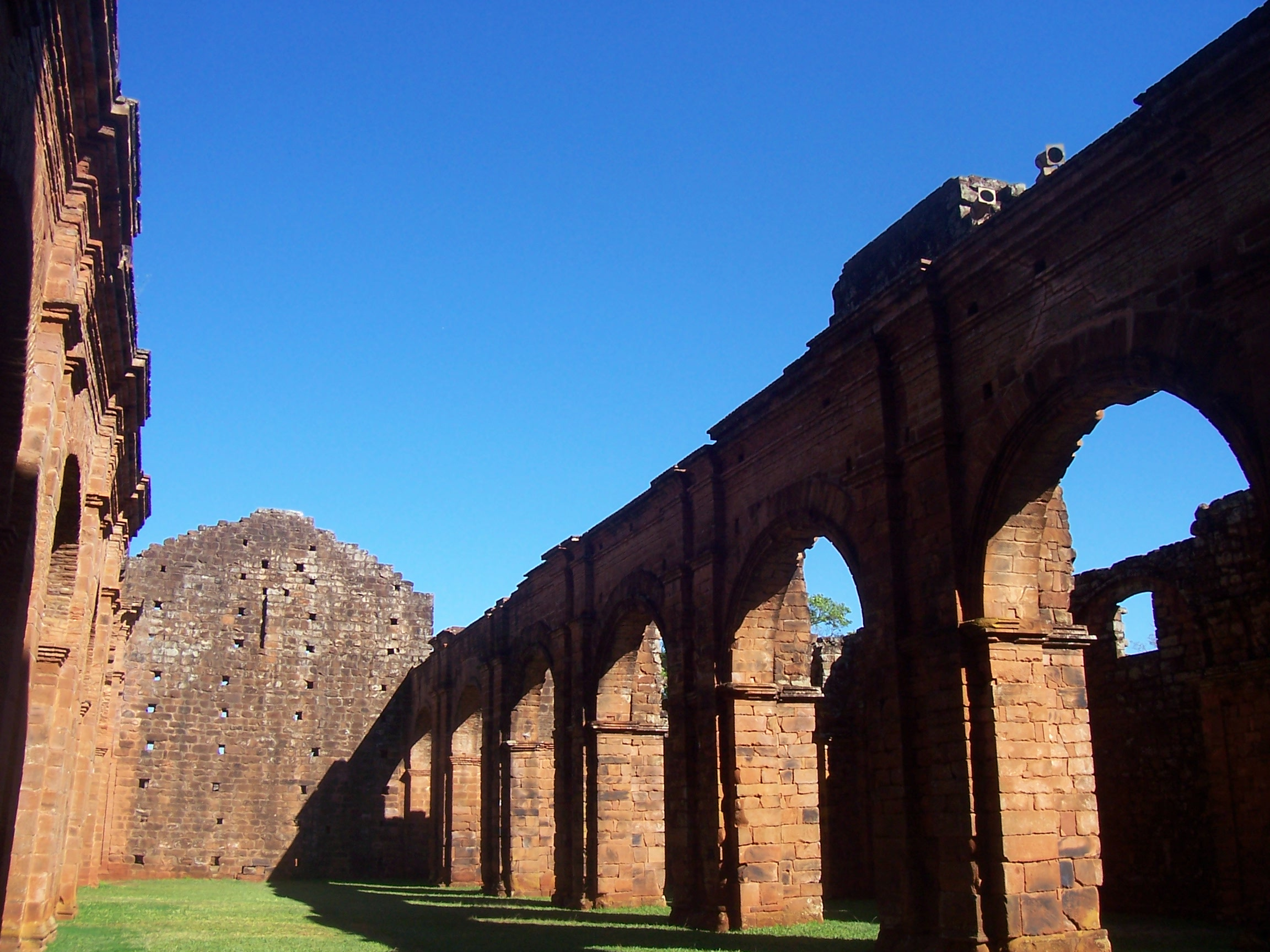
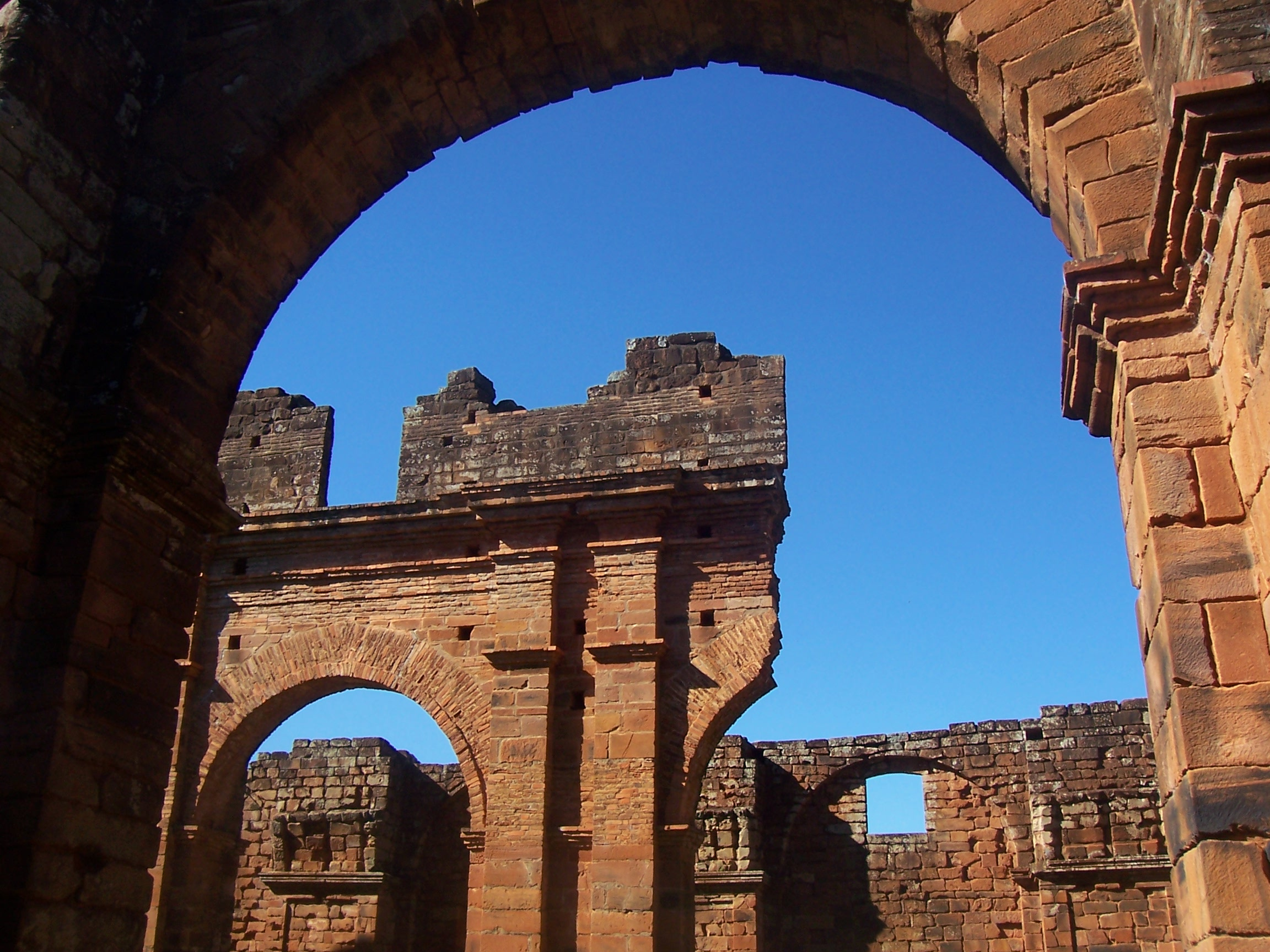
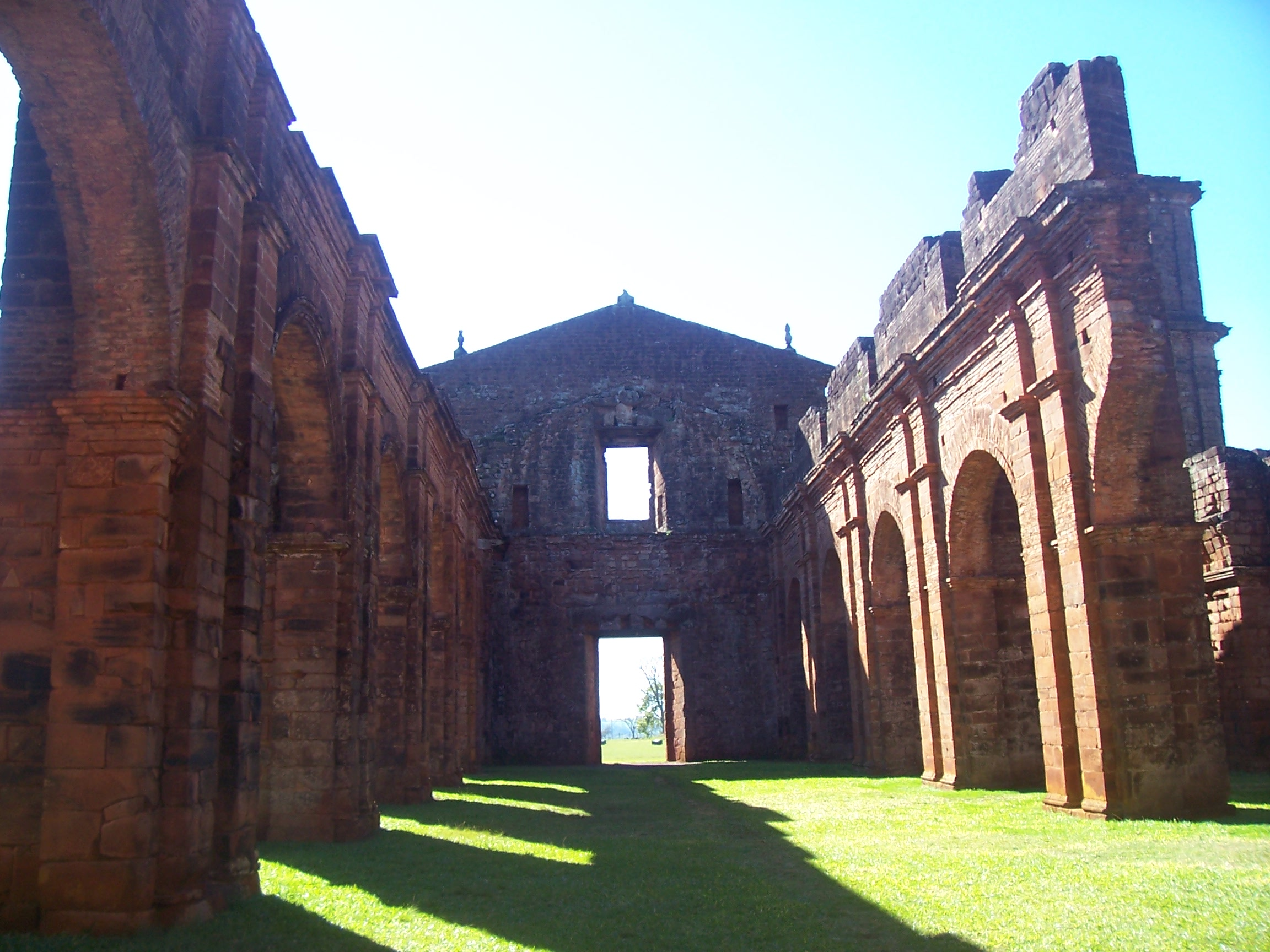
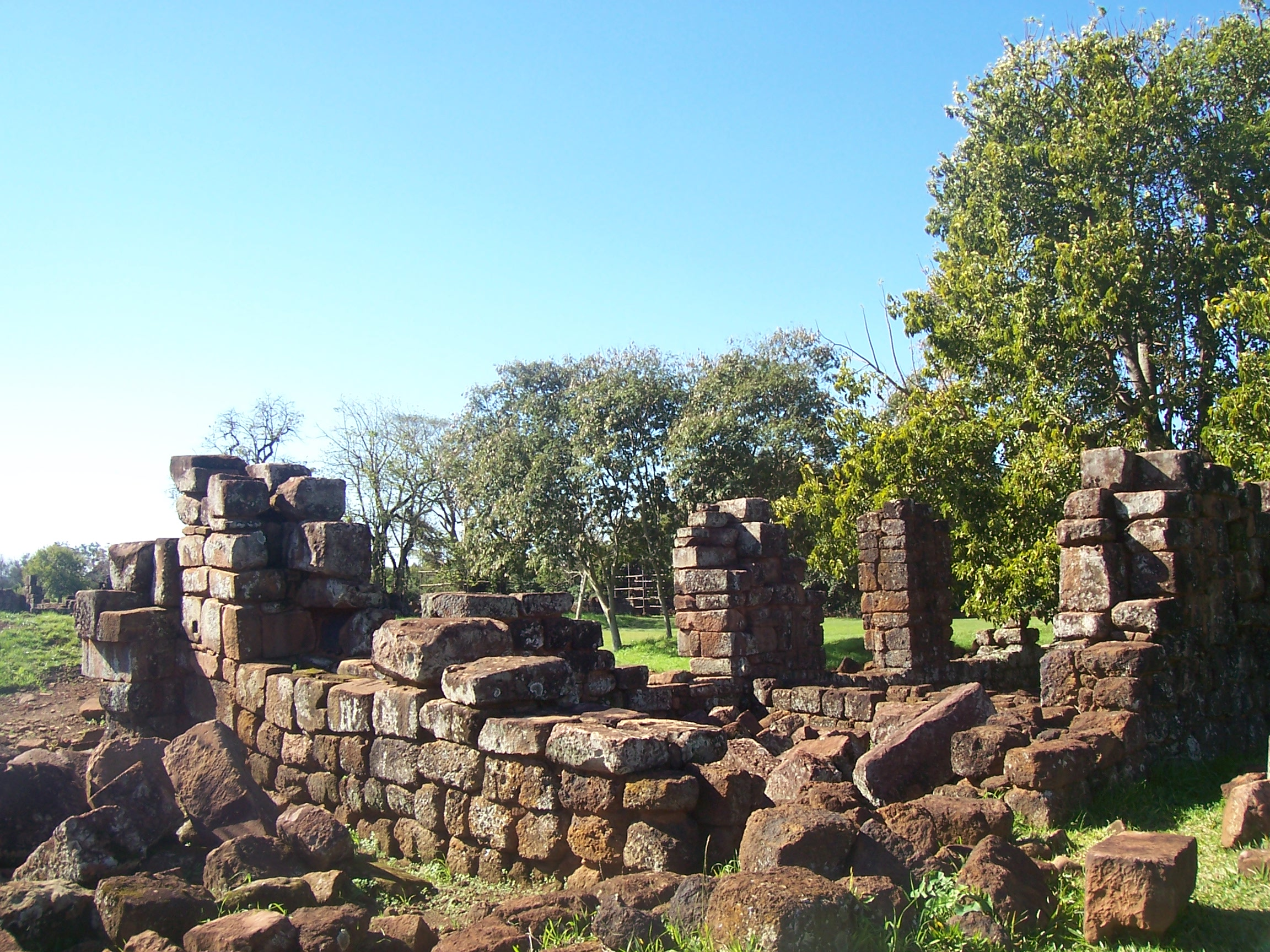
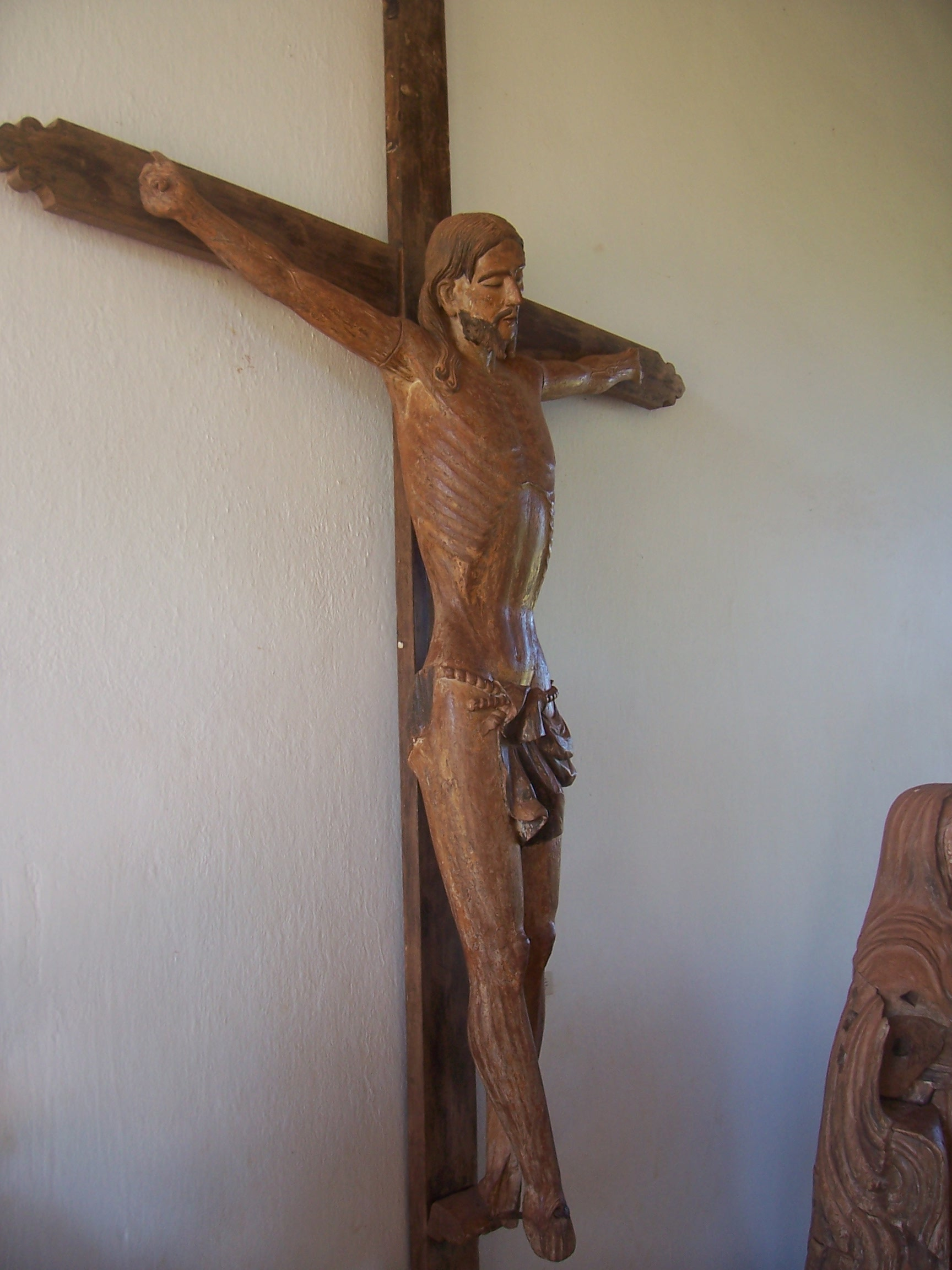
Rzeźba Chrystusa wykonana przez Indian Guarani podczas funkcjonowania misji
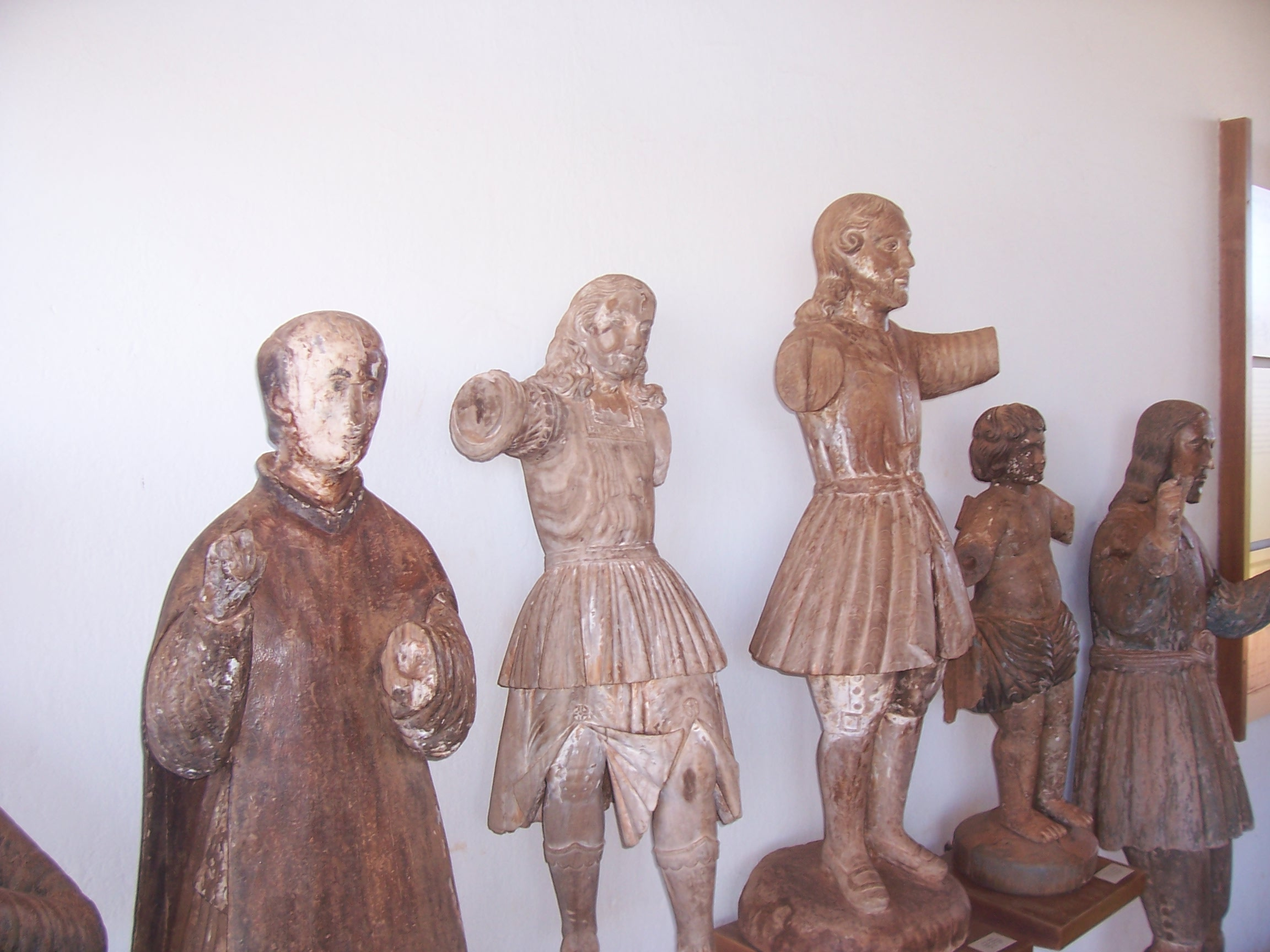
Rzeźby wykonane przez Indian Guarani podczas funkcjonowania misji
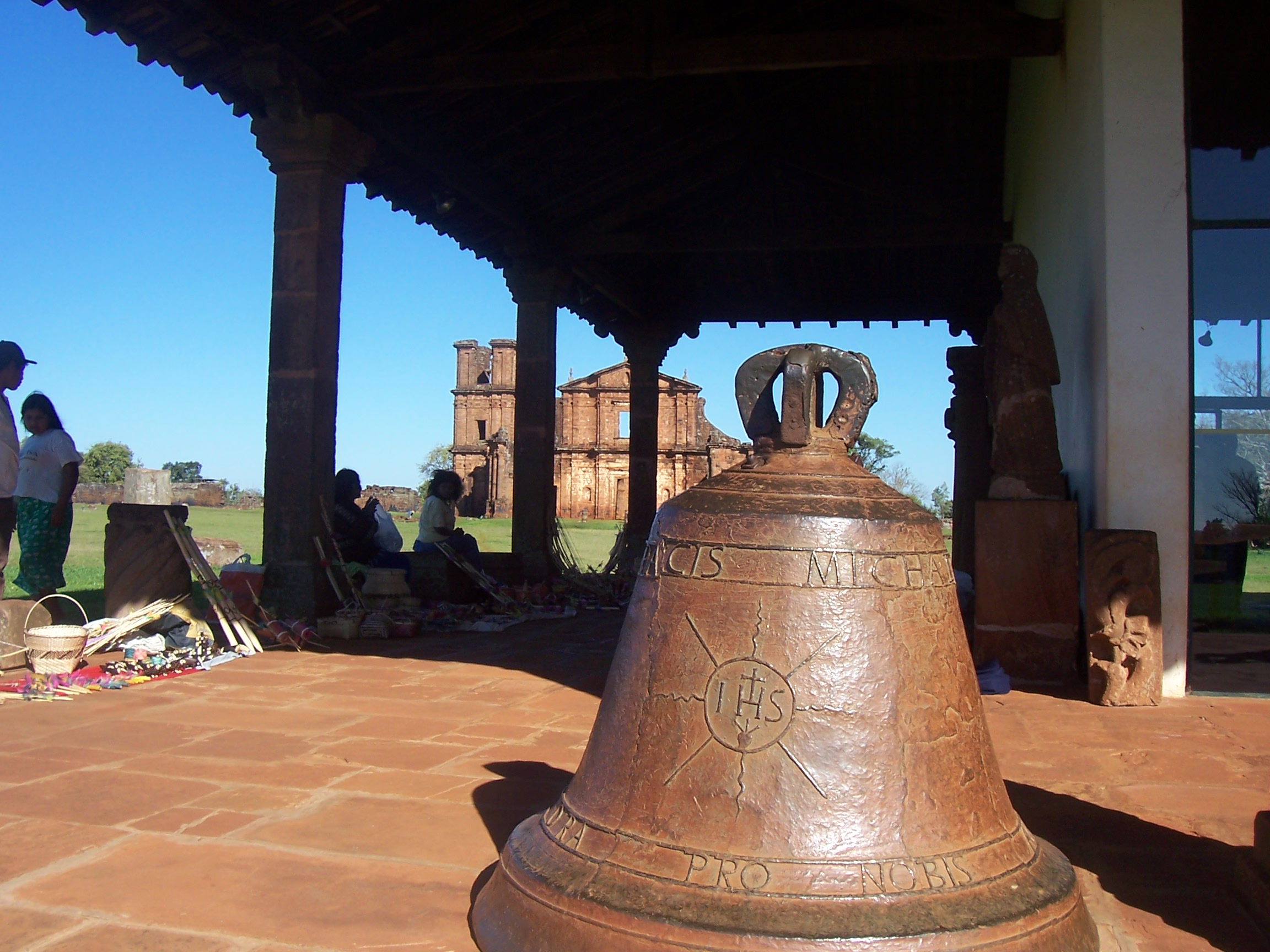
Dzwon z kościoła